# Амундсон, Джессика
Дже́ссика А́мундсон (англ. Jessica Amundson, урожд. Дже́ссика Мэйр, англ. Jessica Mair; род. 14 мая 1984, Эдмонтон) — канадская кёрлингистка и тренер по кёрлингу.
Играет на позиции второго.

## Достижения
- Чемпионат мира по кёрлингу среди женщин: бронза (2012).
- Чемпионат Канады по кёрлингу среди женщин: золото (2012).
- Кубок Канады по кёрлингу: бронза (2012, 2014).
- Континентальный Кубок по кёрлингу (команда Северной Америки): золото (2013).

## Команды
| Сезон   | Четвёртый       | Третий           | Второй                          | Первый            | Запасной            | Турниры                                  |
| ------- | --------------- | ---------------- | ------------------------------- | ----------------- | ------------------- | ---------------------------------------- |
| 2005—06 | Chana Martineau | Jennifer Regnier | Michelle Kryzalka               | Джессика Мэйр     | Sarah Hassall       |                                          |
| 2006—07 | Chana Martineau | Kara Johnston    | Marie Miller                    | Джессика Мэйр     |                     |                                          |
| 2007—08 | Chana Martineau | Kara Johnston    | Marie Miller                    | Джессика Мэйр     |                     |                                          |
| 2008—09 | Джессика Мэйр   | Kara Johnston    | Marie Miller                    | Jennifer Guzzwell |                     |                                          |
| 2009—10 | Хезер Недохин   | Бет Искью        | Джессика Мэйр                   | Pamela Appelman   |                     |                                          |
| 2010—11 | Хезер Недохин   | Бет Искью        | Джессика Мэйр                   | Лейни Питерс      |                     | КК 2010 (7-8 место)                      |
| 2011—12 | Хезер Недохин   | Бет Искью        | Джессика Мэйр                   | Лейни Питерс      | Эми Никсон (ЧК, ЧМ) | КК 2011 (6 место) · ЧК 2012 · ЧМ 2012    |
| 2012—13 | Хезер Недохин   | Бет Искью        | Джессика Мэйр                   | Лейни Питерс      | Кори Моррис (ЧК)    | КК 2012 · ЧК 2013 (4-е место) · ККК 2013 |
| 2013—14 | Хезер Недохин   | Бет Искью        | Джессика Мэйр                   | Лейни Питерс      | Эми Никсон (КООК)   | КООК 2013 (5 место)                      |
| 2014—15 | Хезер Недохин   | Эми Никсон       | Джессика Мэйр Джоселин Петерман | Лейни Питерс      |                     | КК 2014                                  |

(скипы выделены полужирным шрифтом)

## Результаты как тренера национальных сборных
| Год  | Турнир                                              | Сборная                    | Место |
| ---- | --------------------------------------------------- | -------------------------- | ----- |
| 2023 | Чемпионат мира по кёрлингу среди смешанных пар 2023 | Австралия (смешанная пара) | 8     |